# Hexamitodera semivelutina
Hexamitodera semivelutina is een keversoort uit de familie boktorren (Cerambycidae). De wetenschappelijke naam van de soort is voor het eerst geldig gepubliceerd in 1896 door Heller.